# 尤兹温
49°12′16″N 28°13′6″E / 49.20444°N 28.21833°E

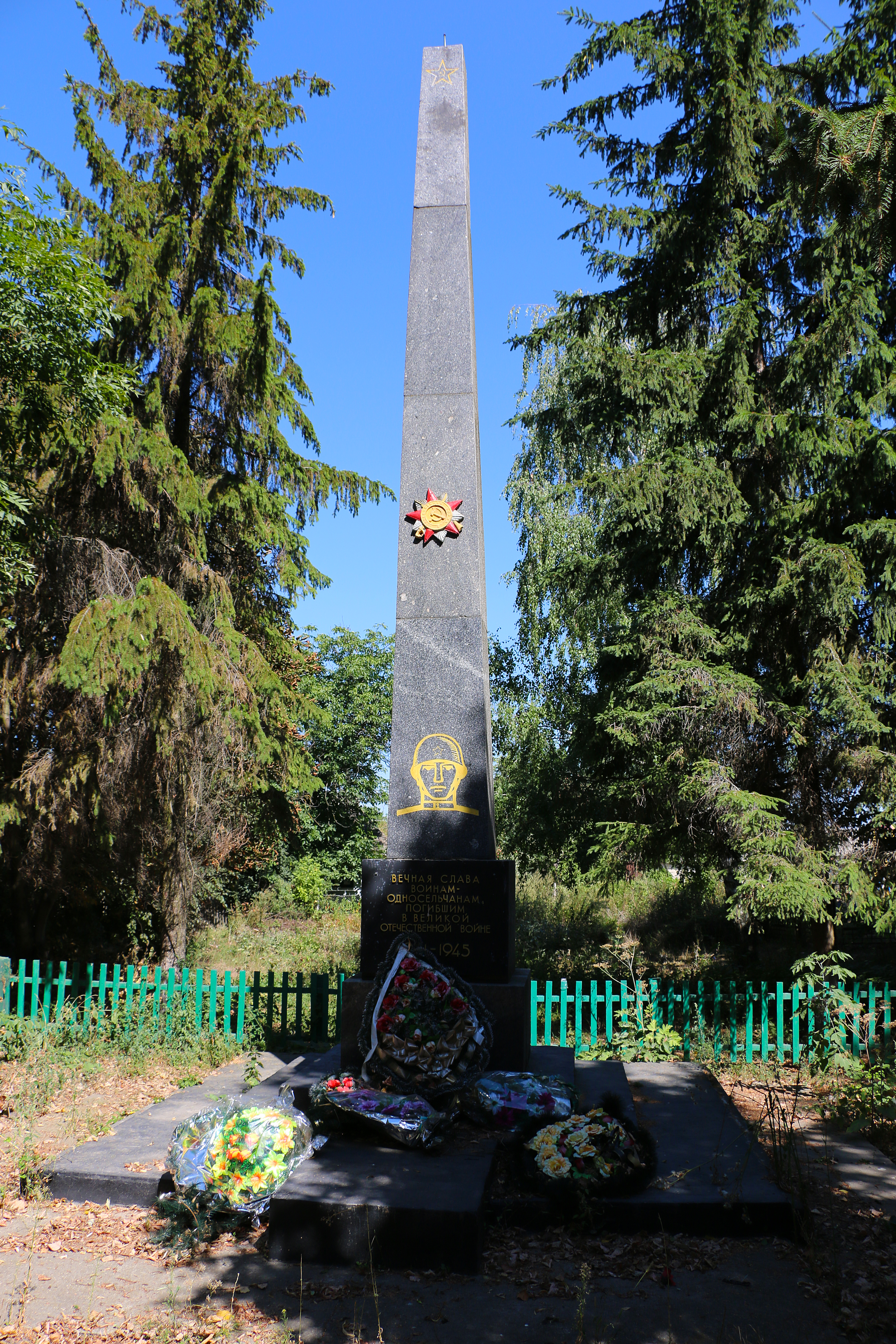
二战英雄纪念碑

尤兹温（羅馬化：Yuzvyn），2024年9月前名为内克拉索韋（烏克蘭語：Некрасове），是烏克蘭西南部文尼察州文尼察區亚库申齐市镇的村庄。始建於1655年，面積2.49平方公里，海拔高度271米，2001年人口890，人口密度每平方公里357.72人。
2024年9月19日乌克兰最高拉达将此村改名为“尤兹温”。